# 真野みづほ
真野 みづほ（まの みづほ、1976年4月6日 - ）は、東北地方と関東地方を拠点に活動している日本のタレント。ラ・ディセ所属。

## 来歴
秋田県秋田市出身。秋田県立秋田北高等学校、尚絅女学院短期大学英文学科卒業。
短大を卒業後、1997年4月から宮城県仙台市を拠点に活動。当初は仕事の掛け持ちをしながらモデル活動をしていたが、テレビ番組のオーディションに受かってからはタレント活動が中心になる。2000年代には仙台SOSモデルエージェンシーに所属していた。
長らく仙台のローカルテレビ番組に出演していたが、2011年3月の東日本大震災発生を機に一旦テレビの仕事から離れる。仙台には引き続き住んでいたものの、以後しばらくは保険会社のセールスレディをしながら、週末に被災地で行われるイベントの司会業務をボランティアで引き受けていた。
保険会社を退社した後、イベントの仕事で徐々に活動を再開。そして2014年4月に『突撃!ナマイキTV』でテレビの仕事に復帰する。またこの年からは、フリーアナウンサーおよび美力（みりょく）アップコンサルタントと名乗っての活動も展開している。
2017年3月、短大在学時から長らく住んでいた仙台を離れて東京都へ移住した。
2023年3月、自身のSNSにて活動拠点をオランダにて居住する事を公表した。
また2023年12月8日にて、一般男性と結婚していた事を自身のブログにて公表した。

## 出演

### テレビ番組
- 全国小学校ドッジボール大会（仙台放送） - リポーター
- 見たい!住みたい!wakuwakuマンション（ミヤギテレビ）
- 夕方ワイドあなたにCue!（東日本放送） - リポーター
- 体感TVぐらまらす（東北放送） - リポーター
- 東北じゃらん旅のナビゲーター（ケーブルテレビ キャベツ） - ナビゲーター
- スキダッちゃ!!（ケーブルテレビ キャベツ） - 金曜担当
- あッ!晴れテレビ（ミヤギテレビ） - リポーター
- OH!バンデス（ミヤギテレビ） - バンデス記者
- 突撃!ナマイキTV（東日本放送） - 「デパスパ一番のり」水曜中継リポーター（2014年4月 - 2015年3月）
- 家づくり大事典（さくらんぼテレビ） - リポーター、ナレーター（2016年1月）
- 家庭の医学（J:COM 仙台キャベツ/仙台CATV） - MC（2016年1月 - 2017年5月）

### ラジオ番組
- 大友康平 ROCK'N WORLD（TBCラジオ） - アシスタント（2001年 - 2002年）[7]

### CM
- 京都きもの友禅（2003年）[7]
- 青工 春暖治
- カラオケマンモス
- トヨタカローラ宮城
- 仙台不動産情報館
- 山形国民年金
- 七十七銀行

### ビデオパッケージ
- 野村不動産 PROUD
- 新潟競馬場

### スチールモデル
- 仙台商工会議所 ポスター
- ケルヒャー

### 記事出演
- フリーペーパー Mixサラダ（ケーブルテレビ キャベツ） - 「みづほのベジフル・ワンダフル」
- 仙台経済界 2010年7月号・8月号（株式会社 仙台経済界） - 「座談会・私たちが選ぶ伊達男の条件」
- 東北Walker（角川マガジンズ）